# Kleňany
Kleňany (in ungherese Kelenye) è un comune della Slovacchia facente parte del distretto di Veľký Krtíš, nella regione di Banská Bystrica.